# Deji Aliu
Deji Aliu (* 22. November 1975 in Lagos) ist ein nigerianischer Sprinter.
Erste internationale Erfolge erreichte er 1994 als afrikanischer Juniorenmeister im 100-Meter-Lauf und im 200-Meter-Lauf. Bei den Leichtathletik-Juniorenweltmeisterschaften in Lissabon gewann er Gold über 100 m und Silber über 200 m.
Bei den Leichtathletik-Weltmeisterschaften 1999 in Sevilla belegte er gemeinsam mit Innocent Asonze, Francis Obikwelu und Daniel Effiong den dritten Platz in der 4-mal-100-Meter-Staffel. Die Staffel verlor jedoch später die Bronzemedaille, nachdem Innocent Asonze Doping nachgewiesen wurde.
Bei den Afrikaspielen 2003 in Abuja gewann er in persönlicher Bestzeit von 9,95 s die Goldmedaille über 100 m vor seinem Landsmann Uchenna Emedolu. Im selben Jahr belegte er den fünften Platz im 100-Meter-Lauf bei den Weltmeisterschaften in Paris.
Den größten Erfolg seiner Karriere feierte er bei den Olympischen Spielen 2004 in Athen. Als Schlussläufer in der 4-mal-100-Meter-Staffel gewann er gemeinsam mit Olusoji Fasuba, Uchenna Emedolu und Aaron Egbele die Bronzemedaille in 38,23 s.
Außerdem wurde er zweimal Nigerianischer Landesmeister über 100 m (2002 und 2003).
Deji Aliu hat bei einer Körpergröße von 1,85 m ein Wettkampfgewicht von 75 kg. Sein Bruder Musa Deji ist ebenfalls Leichtathlet.

## Bestleistungen
- 100 m: 9,95 s, 12. Oktober 2003, Abuja
- 200 m: 20,25 s, 10. Juni 2002, Athen
- 60 m (Halle): 6,48 s (NR), 21. Februar 1999, Liévin